# 金星の太陽面通過 (天王星)
天王星における金星の太陽面通過（きんせいのたいようめんつうか）は、天王星と太陽のちょうど間に金星が入り、太陽面を通過する天文現象である。

## 概要
天王星における金星の太陽面通過は、紀元前125000年から125000年の25万年間で55766回ある。前回は1987年3月22日、次回は2028年9月22日に発生する。
天王星における金星の太陽面通過は、7.5か月に1回起こるのが4回から6回繰り返す。連続して太陽面通過が起こる期間の間は、36年7か月と41年6か月を交互に繰り返す。

## 太陽面通過の起こる日
金星の太陽面通過は数が多いので、近年の日時を記す。日付は最大食の日付(UTC)。
| 年月日         | 最大食 | 年月日         | 最大食 |
| -------------- | ------ | -------------- | ------ |
| 1984年2月14日  | 14:38  | 2028年9月22日  | 13:26  |
| 1984年9月28日  | 00:14  | 2029年5月6日   | 21:07  |
| 1985年5月12日  | 09:50  | 2029年12月19日 | 05:16  |
| 1985年12月24日 | 19:11  | 2030年8月2日   | 13:26  |
| 1986年8月8日   | 04:19  | 2031年3月16日  | 21:35  |
| 1987年3月22日  | 13:11  | 2031年10月29日 | 05:45  |

## 同時太陽面通過
- 金星の太陽面通過が、水星の太陽面通過と同時に起こることはあるが、極めて稀である。前回は紀元前35607年1月17日、次回は12898年6月29日である。
- 金星の太陽面通過が、地球の太陽面通過および月の太陽面通過と同時に起こることはあるが、極めて稀である。前回は紀元前1626年5月16日、次回は39038年11月1日である。
  - 紀元前86716年2月12日の太陽面通過はさらに稀な現象として、地球と金星のみが太陽面通過を起こし、月は太陽面通過を起こさない。
  - 73910年3月5日の太陽面通過はさらに稀な現象として、月と金星のみが太陽面通過を起こし、地球は太陽面通過を起こしていない。

## その他
- 73910年3月5日の月との同時太陽面通過は、0時0分頃に月の太陽面通過が始まり、12時0分頃に金星の太陽面通過が始まるという特殊な時間帯となっている。